# Deutsche Dienststelle (WASt)

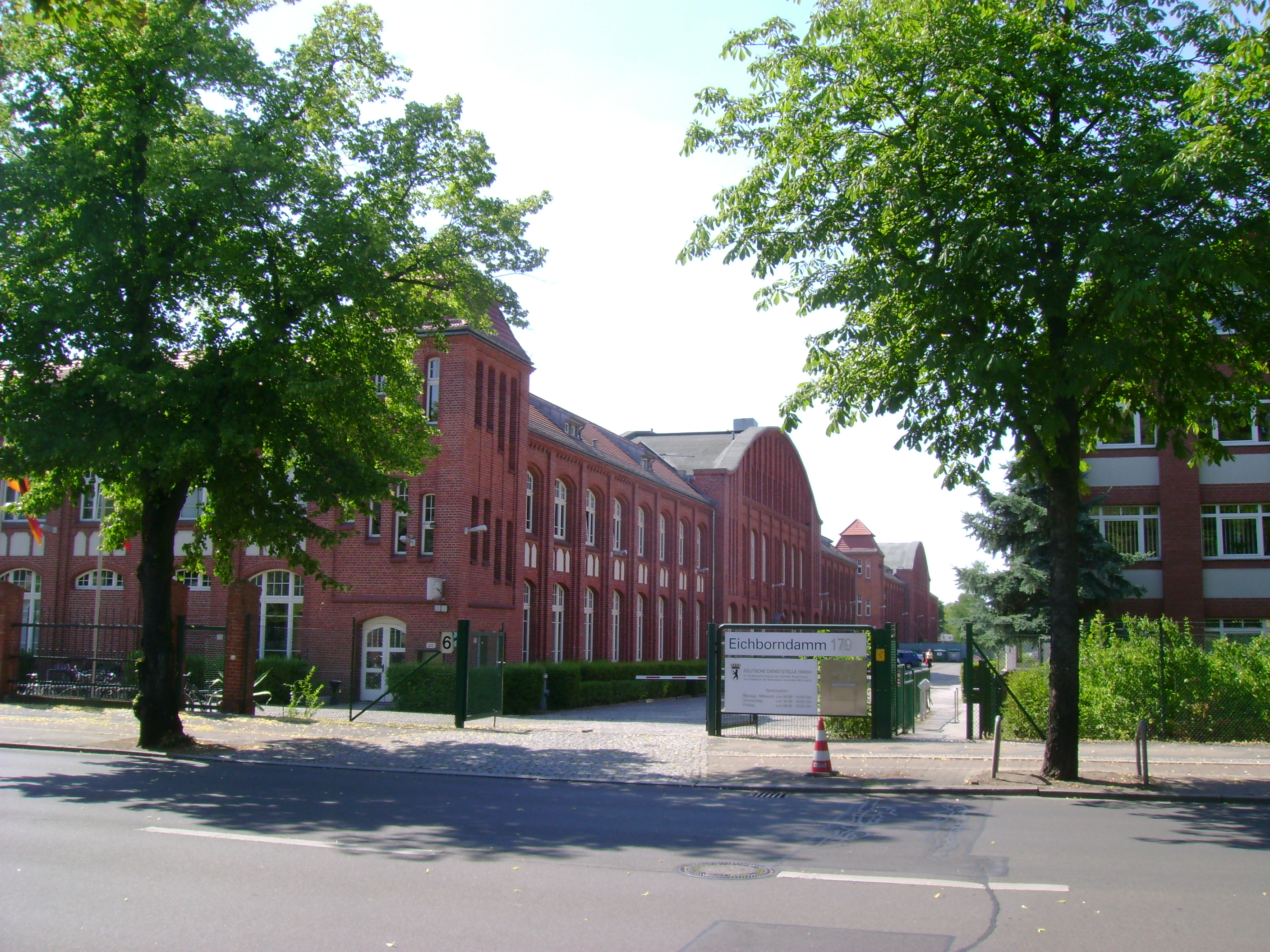
Haupteingang zur Deutschen Dienststelle (WASt)

Die Deutsche Dienststelle für die Benachrichtigung der nächsten Angehörigen von Gefallenen der ehemaligen deutschen Wehrmacht (WASt), kurz Deutsche Dienststelle (WASt), wurde am 26. August 1939 beim Oberkommando der Wehrmacht (OKW) unter der Bezeichnung Wehrmachtauskunftstelle für Kriegerverluste und Kriegsgefangene, woraus sich auch die spätere Abkürzung ableitete, eingerichtet (weitere Schreibweisen: Wehrmachtsauskunftstelle, Wehrmachtauskunftsstelle).
Aufgabe war die Registrierung sämtlicher Personalverluste der Wehrmacht infolge Verwundung, Krankheiten, Tod, Vermisstsein und Kriegsgefangenschaft. Auch Personalien von Soldaten, die nach dem Krieg von ihren Angehörigen gesucht wurden, erhielten einen Eintrag in die Datei, die aktuell mehr als 18 Millionen Karteikarten umfasst. Diese Informationen dienten u. a. der Klärung der menschlichen Schicksale (etwa bei zivil-, personenstands- oder rentenrechtlichen Fragen) und zur Erfassung von Kriegsgräbern.

## Geschichte

### Vorläufer
Bereits vor dem Ersten Weltkrieg gab es Versuche, die Kriegsführung zu humanisieren. Die Haager Landkriegsordnung vom 18. Oktober 1907, Artikel 14, legte fest, dass mit Kriegsbeginn die beteiligten Staaten Auskunftsbüros einzurichten hätten, um das Schicksal der eigenen und der feindlichen Soldaten nachzuweisen.

### Errichtung der WASt
Gemäß Artikel 77 des Genfer Abkommens über die Behandlung der Kriegsgefangenen vom 27. Juli 1929 wurde am 26. August 1939 die Wehrmachtsauskunftstelle aufgestellt. Zunächst in einer geräumten Schule in der Hohenstaufenstraße 47/48 in Berlin angesiedelt, stieg bald der Platzbedarf. Ursprünglich beschäftigte sie 236 Mitarbeiter. Die Anzahl stieg zwischenzeitlich auf 1650 und später bis auf knapp 4000 Mitarbeiter.
Im Winter 1942/43 konnten keine detaillierten Meldungen mehr an die WASt übermittelt werden, als in der Schlacht von Stalingrad die 6. Armee der Wehrmacht vernichtet wurde. Die Angehörigen der Soldaten benötigten aber die Sterbeurkunden. Die Heeresführung richtete hierfür einen Abwicklungsstab im thüringischen Rudolstadt ein. Auf der Basis von noch vorhandenen Unterlagen und Befragungen von Überlebenden wurden die Schicksale der Soldaten rekonstruiert. Die Abwicklungsstelle in Rudolstadt war ursprünglich ausschließlich für die 6. Armee eingerichtet worden. Die Zusammenbrüche verschiedener Heeresgruppen in den letzten Kriegsjahren ließ sie aber bald zu einer festen Institution werden.
Infolge der zunehmenden Luftangriffe auf Berlin wurde im August 1943 ein Teil der Behörde nach Thüringen verlegt. Die Abteilung Wehrmachtverlustwesen (WVW) und wichtige Referate der WASt kamen nach Saalfeld/Saale, der restliche Teil nach Meiningen. Im Winter 1943 wurden alle Abteilungen nach Thüringen verlegt und 1945 den sowjetischen Truppen übergeben; seither galten sie als verschollen.
Es ist den Historikern Reinhard Otto und Rolf Keller gelungen, einige Fragmente dieser Karteiunterlagen aufzufinden; einige von ihnen liegen in der Deutschen Dienststelle in Berlin, der Nachfolgerin der WASt. Der weitaus größte Teil aber befindet sich aber im Archiv des Russischen Verteidigungsministeriums in Podolsk (ZAMO).

### Nach Kriegsende

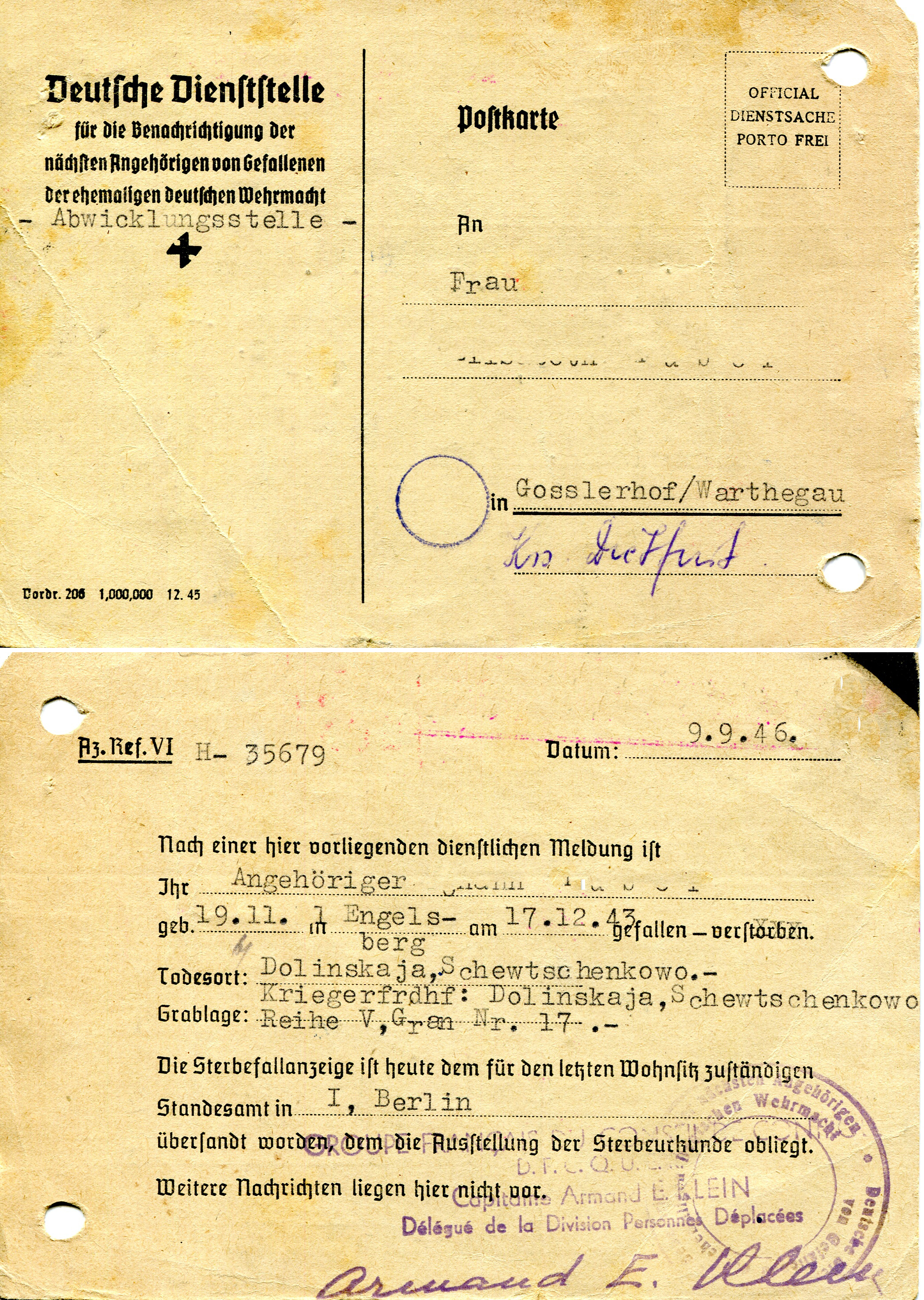
Benachrichtigungs-Postkarte an die Angehörige eines Gefallenen (1946) – Absender: Capitaine Armand E. Klein von der französischen Abwicklungsstelle der WASt

Am 5. bzw. 13. April 1945 besetzte die U.S. Army beide Thüringer Städte und stellte sie unter amerikanische Militärverwaltung. Danach ruhte zunächst die Arbeit der Dienststellen. Anstelle der bis Kriegsende amtierenden Leiter betrauten die Amerikaner den Stabsintendanten Otto Schlagk mit der Führung, die Arbeit wurde fortgeführt. Bei Kriegsende lagen noch ca. eine Million unbearbeitete Sterbefälle in den Akten. Am 1. Juli 1945 zogen sich die US-Truppen aus Thüringen zurück, das nun Teil der sowjetischen Besatzungszone war. Die amerikanischen Behörden verlagerten die Dienststelle nach Fürstenhagen bei Kassel. Aus Transportgründen konnten nur die wichtigsten Bestände, vor allem die Zentralkartei und die nicht bearbeiteten Fälle, mitgenommen werden.  Die Karteien der westalliierten Kriegsgefangenen waren bereits im Mai 1945 nach Paris gebracht worden. Die Akten der sowjetischen Kriegsgefangenen wurden vermutlich im August 1945 in die UdSSR gebracht. 
Im Januar 1946 wurde das Archiv nach Berlin verlegt und erhielt den Namen Deutsche Dienststelle. Vom 15. Februar 1946 bis 1. Juli 1946 konnten 483.000 Sterbefallanzeigen abgearbeitet werden, etwa die Hälfte der vorliegenden Sterbefälle. Das Internationale Rote Kreuz hatte inzwischen die Zusammenarbeit mit der Deutschen Dienststelle aufgenommen. Trotzdem hatten die Amerikaner für Anfang Juni 1946 die Vernichtung der Unterlagen geplant. Sie befürchteten, die Karteien könnten zur Reorganisation der Wehrmacht genutzt werden. Der verantwortliche U.S.-Offizier, 1st Lt. Henry Sternweiler, konnte das nur verhindern, indem die Dienststelle einer anderen Besatzungsmacht unterstellt wurde. Er gewann dafür den französischen Capitaine Armand E. Klein. Die Franzosen waren an dem Schicksal ihrer Landsleute interessiert, die in der Wehrmacht oder Waffen-SS gekämpft hatten (überwiegend aus dem  Elsass und aus Lothringen) und jetzt in sowjetischer Kriegsgefangenschaft vermutet wurden. (vgl. Malgré-nous und 33. Waffen-Grenadier-Division der SS „Charlemagne“)
Am 14. Juni 1946 wurde der Betrieb der Dienststelle vom Alliierten Kontrollrat der französischen Besatzungsverwaltung übertragen.
Durch Verwaltungsvereinbarung vom 9. Januar 1951 zwischen der Bundesrepublik Deutschland und dem Land Berlin wurde die nunmehrige Deutsche Dienststelle für die Benachrichtigung der nächsten Angehörigen von Gefallenen der ehemaligen deutschen Wehrmacht (WASt) als Behörde dem Berliner Senat unterstellt. Nach verschiedenen Zwischenunterkünften bezog die Deutsche Dienststelle 1951 eine ehemalige Maschinenfabrik, die bis zum Ende des Zweiten Weltkriegs die Deutschen Waffen- und Munitionsfabriken beherbergte, am Eichborndamm 179 im Bezirk Reinickendorf. Als Behörde des Landes Berlin gehörte sie bis zum 31. Dezember 2018 zur Senatsverwaltung für Gesundheit und Soziales. Zum 1. Januar 2019 wurde sie in das Bundesarchiv überführt. Zu diesem Zweck wurde hier eine eigene Abteilung eingerichtet.
In den ersten Nachkriegsjahren nahm die Deutsche Dienststelle (WASt) Dokumente aus weiteren militärischen und paramilitärischen Archiven auf. Im Dezember 1990 wurden Dokumente aus dem Militärarchiv Potsdam und aus dem Außenmagazin des Staatsarchivs der DDR in Dornburg/Elbe zugeführt.

### Übernahme der Aufgaben durch das Bundesarchiv
Am 11. Dezember 2018 wurde mit dem im Bundesgesetzblatt veröffentlichten Gesetz zum Erlass und zur Änderung bundesrechtlicher Vorschriften in Bezug auf die Übernahme der Aufgaben der Deutschen Dienststelle für die Benachrichtigung der nächsten Angehörigen von Gefallenen der ehemaligen deutschen Wehrmacht durch das Bundesarchiv die Deutsche Dienststelle als Behörde des Landes Berlin aufgelöst. Alle sie betreffenden Aufgaben, Rechte, Pflichten und Verbindlichkeiten sind am 1. Januar 2019 vom Land Berlin auf die Bundesrepublik Deutschland übergegangen und dem Bundesarchiv (Abteilung PA = Personenbezogene Auskünfte) übertragen. Die Beschäftigten wurden vom Bund am Dienstort Berlin übernommen. Zur Begründung wird aufgeführt, dass mit der deutschen Wiedervereinigung die Gründe entfallen sind, die zu der Sonderstellung der WASt als einer Bundesaufgaben wahrnehmenden Landesbehörde geführt haben. Mit Blick darauf, dass die Unterlagen der WASt perspektivisch zu Archivgut werden, wird das Bundesarchiv als geeignete Bundesbehörde für die Übernahme bewertet.

## Vorhandenes Datenmaterial
Die Deutsche Dienststelle (WASt) besaß ein umfangreiches Archiv aus verschiedenen ehemaligen Wehrmachts-, Marine- und sonstigen Quellen sowie personenbezogene Meldungen zu Verlusten, Kriegsgefangenen und ähnliches. Sie war eine wichtige Quelle für wissenschaftliche Studien.
Sie verfügte zuletzt über folgende Datenbestände:
- Kriegsteilnehmer
  - Alphabetisches Verzeichnis von mehr als 18 Millionen militärischen und paramilitärischen Teilnehmern des Zweiten Weltkriegs.

- Versetzungen/Erkennungsmarken
  - Versetzungen zu Truppenteilen und namentliche Zuordnung zu Erkennungsmarken.[14]

- Land- und Luftstreitkräfte
  - 100 Millionen namentliche Angaben zu Versetzungen und Erkennungsmarken von Soldaten der Land- und Luftstreitkräfte des Zweiten Weltkriegs.
  - 5 Millionen Personaldokumente, z. B. Wehrpässe, der Soldaten der Land- und Luftstreitkräfte des Zweiten Weltkriegs.

- Marine
  - 2 Millionen Personalakten und Marinestammrollen der Marine mit Minenräumung aus den Zeiten von 1871 bis 1947.

- Kriegsgräber
  - Über 150 Millionen Angaben zu Verlusten der Wehrmacht und anderer militärischer Gruppierungen des Zweiten Weltkriegs.
  - Zentralregister der Kriegsgräber für 900.000 Gefallene des Ersten Weltkriegs und über drei Millionen des Zweiten Weltkriegs.

- Kriegsgefangene
  - 15 Millionen Dokumente über deutsche, österreichische und verbündete Soldaten, die infolge des Zweiten Weltkriegs in französische, amerikanische oder britische Kriegsgefangenschaft gerieten. Entlassungsdokumente der Kriegsgefangenen, die aus der UdSSR zurückkamen.
  - 1,5 Millionen noch vorhandene Akten von ausländischen Soldaten, die in deutsche Kriegsgefangenschaft gerieten.

## Aufgaben
Die Bearbeitung von Anfragen lief bei der Behörde unter Berücksichtigung der individuellen Fragestellung nach vorgegebenem Gang über folgende Stationen ab: alphabetische Zentraldatei → Erkennungsmarkenverzeichnisse/Verlustlisten → Dornburgkartei/Gräberkartei → je nach Fragestellung Kriegsgefangenendatei bzw. Abteilung Kriegsmarine → weiterführende Ermittlungen, je nach Antragsart, sowie externe Recherchen → Benachrichtigung.
Dabei ging es nicht nur um die Feststellung von Rentenansprüchen ehemaliger Wehrmachtsangehöriger oder ihrer Hinterbliebenen oder um Justizermittlungen wegen Kriegsverbrechen durch die Wehrmacht, sondern etwa auch um Fragen zu Staatsangehörigkeit, Dienstzeiten, Kriegsgräbern und die Anzeige von Sterbefällen gemäß § 44 Abs. 2 PStV.
Die Dienststelle erteilte ferner Auskünfte, insbesondere über das Schicksal deutscher und ausländischer Soldaten aufgrund von Artikel 77 des Genfer Abkommens über die Behandlung der Kriegsgefangenen vom 27. Juli 1929. Auch der Volksbund Deutsche Kriegsgräberfürsorge und das Österreichische Schwarze Kreuz stützten sich bei der Suche nach Grablagen von Angehörigen der Wehrmacht auf Angaben der Behörde. Aussiedler (u. a. aus Polen) nutzten Informationen der Behörde zum Nachweis ihrer deutschen Abstammung, wenn Vorfahren in der Wehrmacht gedient hatten.
Auch Kriegskinder (Besatzungskinder) konnten bei der Behörde das Schicksal ihrer deutschen Väter erfragen. Entsprechende Nachfragen, 2009 waren es etwa 500, erhielt die WASt hauptsächlich aus Frankreich (2009: etwa 110), Norwegen, Dänemark, Finnland und den Niederlanden. Von den Kindern ehemaliger ausländischer Wehrmachtssoldaten in Deutschland kamen ebenfalls Anfragen, wenn z. B. ein Kriegskind nach seinem französischen Vater suchte.
Die Hauptaufgaben in Stichpunkten
- Registrierung und Bearbeitung der Meldungen über die deutschen Soldaten
- Registrierung und Weiterleitung der Meldungen über fremde Kriegsgefangene
- Nachweis der Kriegsgräber
- Verwahrung von Kriegstestamenten
- Übergabe von Nachlässen an Angehörige
- Verwahrung der Nachlässe verschollener Erben
- Erstattung der Anzeigen der gefallenen Soldaten